# 梁啟源
梁啟源（1946年10月29日—），中華民國經濟學家與政治人物，專長是能源經濟、產業經濟、環境經濟等。

## 生平
於台灣大學取得經濟學博士學位，曾至哈佛大學進行博士後研究。
因國安會將能源安全問題提升到國安層面，而於2009年9月1日任國安會諮詢委員；僅一個月後因行政院強化財經內閣於2009年10月1日轉任政務委員，負責財經事務。
支持核四興建案，曾多次對外發表看法。

## 家庭
妻子為前國史館館長及中央研究院近代史研究所研究員林滿紅。

## 外部連結
- 行政院全球資訊網